# PKF – Prague Philharmonia
PKF – Prague Philharmonia je české hudební komorní těleso složené z mladých absolventů hudebních škol. Vznikla v roce 1994 z iniciativy dirigenta Jiřího Bělohlávka pod původním názvem Pražská komorní filharmonie.

## Činnost orchestru

### Historie
V roce 1996 zažádala o zápis do rejstříku obecně prospěšných společností. Repertoárem tělesa je zejména hudba vídeňského klasicismu, skladby Josepha Haydna, Wolfganga Amadea Mozarta a Ludwiga van Beethovena. Repertoár je dále složen se skladeb éry romantismu a je dotvářen speciální sérií koncertů moderní a soudobé hudby.
Většina stálých členů orchestru zde působí od samého počátku. Díky vlastnímu projektu Orchestrální akademie PKF – Prague Philharmonia je možné provádět díla většího obsazení, aniž by bylo nutné doplňovat orchestr z řad externích hudebníků.
Filharmonie se věnuje nejen mladým talentovaným hudebníkům, ale také dětem, pro které začala pořádat speciální koncerty pod souhrnným názvem PKF dětem. Dále provozuje dětský klub Notička.
Filharmonie vystupuje s finanční podporou Ministerstva kultury ČR a hlavního města Prahy.

### Koncerty a umělecká spolupráce
Filharmonie je pravidelně zvána na mezinárodní hudební festivaly, vystupuje mimo jiné v předních světových sálech a je pravidelným partnerem významných dirigentů a instrumentálních sólistů, mezi něž patří Vladimir Ashkenazy, Milan Turković, Emmanuel Villaume, Jefim Bronfman, András Schiff, Shlomo Mintz, Sarah Chang, Isabelle Faust, Mischa Maisky a Radek Baborák. Také spolupracuje s významnými operními pěvci a pěvkyněmi, jako jsou například Magdalena Kožená, Anna Netrebko, Natalie Dessay, Rolando Villazón, Plácido Domingo, Elīna Garanča a Juan Diego Flórez. Tenorista Jonas Kaufmann natočil s orchestrem při svém pražském pobytu v roce 2007 své album Romantické árie.
V roce 2020 vystoupil orchestr v rámci náhradního programu festivalu Pražské jaro, když řádný program byl kvůli pandemii covidu-19 zrušen. Dne 29. května zahrál pod taktovkou Jiřího Rožně tento program:
- Bohuslav Martinů: Serenáda č. 2 pro smyčcový orchestr H. 216
- Johann Christian Bach Koncert pro cembalo a orchestr č. 6 f moll (Berlínský koncert W.C73)
- Benjamin Britten: Simple Symphony, op. 4
- Michael Nyman: Koncert pro cembalo a smyčce

Sólistou na cembalo byl Mahan Esfahani. Koncert byl přímo přenášen Českým rozhlasem i Českou televizí.

### Diskografie
Za dobu své činnosti orchestr natočil přes 60 kompaktních disků pro světová hudební vydavatelství, jako např. Deutsche Grammophon, Decca, Supraphon, EMI nebo Harmonia Mundi. Pozitivně byla hodnocena nahrávka symfonické básně Má vlast Bedřicha Smetany ze zahajovacího koncertu festivalu Pražské jaro 2010, který byl natočen pod dirigentskou taktovkou Jakuba Hrůši.

## Vedení orchestru
V čele tělesa stál od počátku sezony 2008/2009 až do roku 2016 šéfdirigent a umělecký ředitel Jakub Hrůša. Pod jeho vedením v roce 2010 filharmonie zahájila jubilejní 65. ročník festivalu Pražské jaro. Zakladatel orchestru Jiří Bělohlávek jej řídil do roku 2005, kdy se stal jeho čestným uměleckým ředitelem. Druhým šéfdirigentem byl v letech 2005–2008 švýcarský dirigent a flétnista Kaspar Zehnder. Od roku 2015 je šéfdirigentem PKF francouzský dirigent Emmanuel Villaume.

### Šéfdirigenti orchestru
- Jiří Bělohlávek (1994–2005)
- Kaspar Zehnder (2005–2008)
- Jakub Hrůša (2008–2015)
- Emmanuel Villaume (2015–dosud)